# Strada statale 401 (Croazia)
La strada statale D401 è una strada statale della Croazia che collega Pola con il suo aeroporto. La lunghezza totale è di 1,6 km.

## Percorso
La strada ha origine dalla strada statale D66 ad est dell'abitato di Pola.
Prosegue per un chilometro fino al suo termine, all'ingresso del parcheggio dell'aeroporto di Pola.